# Résolution 908 du Conseil de sécurité des Nations unies
Membres permanents
- Chine
- États-Unis
- France
- Royaume-Uni
- Russie

Membres non permanents
- Argentine
- Brésil
- Djibouti
- Espagne
- Nigéria
- Nouvelle-Zélande
- Oman
- Pakistan
- République tchèque
- Rwanda

Résolution no 907 Résolution no 909
La résolution 908 du Conseil de sécurité des Nations unies, adoptée à l'unanimité le 31 mars 1994, après avoir réaffirmé toutes les résolutions sur la situation en ex-Yougoslavie et en particulier la  résolution 871 (1993), a prolongé le mandat de la Force de protection des Nations unies (FORPRONU) jusqu'au 30 septembre 1994 et a déclaré son intention d'augmenter les effectifs de cette force de maintien de la paix.
Le Conseil de sécurité a salué le cessez-le-feu entre la Bosnie-Herzégovine et les Croates de Bosnie ainsi que les accords-cadres entre les deux. Il était également important que les Serbes de Bosnie soient impliqués dans les négociations. Le cessez-le-feu entre la Croatie et les autorités serbes locales dans les zones protégées par les Nations unies a été salué, tout comme les négociations entre la Croatie et la république fédérale de Yougoslavie. Saluant les progrès réalisés à Sarajevo, le Conseil a noté qu'une présence forte et visible de la FORPRONU était essentielle pour consolider ces progrès, même si la situation à Maglaj restait précaire. Des efforts sont en cours pour rouvrir l'aéroport international de Tuzla à des fins humanitaires. La mission d'enquête de l'Union européenne à Mostar sur les conditions de vie dans la ville et la mission civile conjointe des gouvernements du Royaume-Uni et des États-Unis à Sarajevo ont également été saluées. Tout au long du processus, l'importance la sécurité et la liberté de mouvement du personnel de la FORPRONU ont été réitérées.
Après avoir prolongé le mandat de la FORPRONU, le Conseil a décidé d'augmenter la taille de la mission jusqu'à 3 500 soldats supplémentaires avec un nouvel examen avant le 30 avril 1994. Le plan de la FORPRONU visant à rouvrir l'aéroport de Tuzla à des fins humanitaires et sa demande d'assistance supplémentaire ont été approuvés. Il a été décidé que les États membres devraient, en coopération avec le secrétaire général et la FORPRONU, fournir un soutien aérien en Croatie.
Toutes les parties ont été invitées à coopérer avec la FORPRONU en Croatie sur des mesures de confiance, y compris dans les zones protégées par les Nations unies, et à relancer le processus de la Commission mixte qui permettrait le rétablissement des liens de communication et la résolution des problèmes économiques. Le secrétaire général a été prié d'informer le Conseil sur la mise en œuvre du plan de paix des Nations unies pour la Croatie et le résultat des négociations. Sur la base de ces principes, le mandat de la FORPRONU pourrait être révisé à tout moment. La nomination d'un responsable par le secrétaire général pour restaurer les services publics à Sarajevo a été saluée. Conformément à la résolution 900 (1994), un fonds fiduciaire volontaire a été créé pour contribuer à ce processus.
Le Conseil de sécurité a exprimé avec satisfaction les mesures prises par les Nations unies, la FORPRONU et les organisations humanitaires internationales pour rétablir une vie normale en Bosnie-Herzégovine. Toutes les parties ont été appelées à respecter leurs engagements, en particulier les Croates de Bosnie, qui doivent fournir des équipements et du matériel d'infrastructure à des fins humanitaires. La présence de la FORPRONU et de l'aide humanitaire à Maglaj a contribué à promouvoir le bien-être de ses citoyens bosniens bien que la situation demeure préoccupante. Le Conseil de sécurité a exigé que les Serbes de Bosnie mettent fin aux opérations militaires contre la ville de Maglaj et lèvent leur blocus. Le secrétaire général a suggéré que la ville soit intégrée aux zones de sécurité des Nations unies, une demande qui a été notée par le Conseil.

## Voir également
- Guerre de Bosnie-Herzégovine
- Dislocation de la Yougoslavie
- Guerre de Croatie
- Guerres de Yougoslavie